# قلعه موری‌یاما (ولایت اتچو)

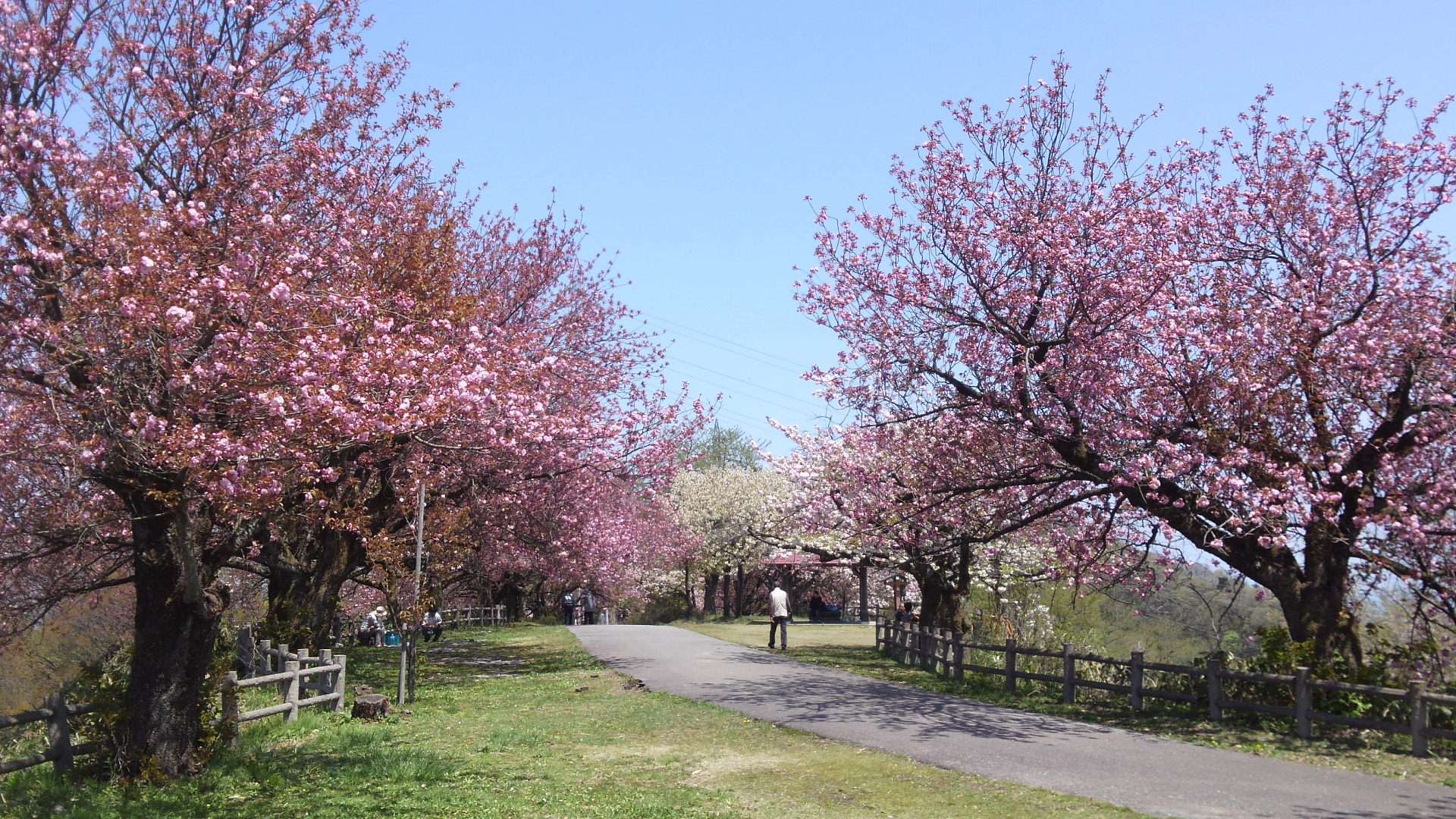
محوطه ویرانه‌های قلعه

قلعه موری‌یاما (به ژاپنی: 守山城 もりやまじょう); یک قلعه ژاپنی در ناحیه ایمیزو، تویاما، ولایت اتچو بود که امروزه در، استان تویاما واقع شده است.